# Irga Dammera
Irga Dammera (Cotoneaster dammeri) – gatunek zimozielonego krzewu z rodziny różowatych. Występuje naturalnie tylko w środkowych Chinach. W Polsce uprawiana jest niemal wyłącznie odmiana 'Major', silnie rosnąca i bardziej odporna na mrozy.

## Morfologia
PokrójKrzew o pokroju płożącym, pędy zakorzeniają się.
LiścieEliptyczne do 1,5–3 cm długości, z podwiniętym brzegiem blaszki liściowej, młode liście skórzaste i błyszczące, dojrzałe nagie.
KwiatyMałe, o średnicy do około 1 cm, po 2–4 w pęczku.
OwoceJaskrawoczerwone, kuliste o średnicy od 6 do 8 mm, z 4–5 orzeszkami wewnątrz.